# Посёлок при совхозе № 2 Карвинтреста
Посёлок при совхозе № 2 Карвинтреста (азерб. Qarşərabtrestin 2 nömrəli sovxozu yanında qəsəbə) — бывший посёлок на территории современного административно-территориального округа города Ходжалы Ходжалинского района Азербайджана. Однако, в настоящий момент в административно-территориальном делении Азербайджанской Республики название этого населённого пункта отсутствует и в составе административно-территориального округа города Ходжалы и в составе всего Ходжалинского района.

## География
Находится у подножий Карабахского хребта. Расположено на расстоянии примерно 6 км к северу от Ханкенди в сторону Ходжалы, справа от дороги Ханкенди-Ходжалы на правом береку реки Гаргарчай.

## История
Основан в 1950-х годах, на картах Картографической военной службы США 1954 года указан как Арменабад; позже получил название посёлок при совхозе № 2 Карвинтреста. Согласно административно-территориальному делению Азербайджанской ССР 1961 и 1977 годов посёлок входил в состав Ходжалинского сельского совета Степанакертского района Нагорно-Карабахской автономной области Азербайджанской ССР. Указом Президиума Верховного Совета Азербайджанской ССР от 15 мая 1978 года было постановлено утвердить решение исполнительного комитета областного Совета народных депутатов Нагорно-Карабахской автономной области о переносе центра Степанакертского района из города Степанакерт (ныне Ханкенди) в рабочий посёлок Аскеран и переименовании Степанакертского района в Аскеранский район. Таким образом Ходжалинский сельсовет вместе с территорией входившей в него посёлком при совхозе № 2 Карвинтреста оказался в составе Аскеранского района Нагорно-Карабахской автономной области Азербайджанской ССР.
21 апреля 1990 Указом Президиума Верховного Совета Азербайджанской ССР № 1783-XI было постановлено отнести селение Ходжалы к категории городов районного подчинения, образовать Ходжалинский городской Совет, упразднив Ходжалинский сельский Совет.
2 сентября 1991 года на совместной сессии Нагорно-Карабахского областного и Шаумяновского районного Советов народных депутатов была принята Декларация о провозглашении Нагорно-Карабахской Республики в границах Нагорно-Карабахской автономной области (НКАО) и сопредельного Шаумяновского района Азербайджанской ССР.
Законом Азербайджанской Республики от 26 ноября 1991 года № 279-XII Верховным Советом Азербайджанской Республики было постановлено упразднение Аскеранского района, образование Ходжалинского района с центром в городе Ходжалы и присоединение территории упразднённого Аскеранского района к Ходжалинскому району. Таким образом, территория данного населённого пункта в настоящее время относится к административно-территориальному округу города Ходжалы Ходжалинского района. К началу 1990-х как населённый пункт снят с учёта азербайджанскими властями, территория посёлка отнесена к Ходжалинскому городскому совету Ходжалинского района. После восстановления Азербайджаном своей независимости, совхозы в стране были ликвидированы.
В настоящее время название этого населённого пункта отсутствует в составе административно-территориального округа города Ходжалы и вообще всего Ходжалинского района.
В результате Карабахского конфликта населённый пункт в начале 1990-х годов попал под контроль непризнанной Нагорно-Карабахской Республики (НКР). После Первой карабахской войны, в 1998 году, на базе общежитий совхоза № 2 Карвинтреста и построенных для беженцев-армян 16 жилых домов властями непризнанной Нагорно-Карабахской Республики было основано село Беркадзор (арм. Բերքաձոր). Согласно административно-территориальному делению Нагорно-Карабахской Республики населённый пункт входил в состав Аскеранского района НКР.
В результате боевых действий в Карабахе в сентябре 2023 года, населённый пункт был возвращён под контроль Азербайджана. В настоящий момент в административно-территориальном делении Азербайджанской Республики название этого населённого пункта отсутствует и в составе административно-территориального округа города Ходжалы и в составе всего Ходжалинского района.

## Население
В 1998 году, в нём проживало 57 человек, согласно переписи населения 2005 года, население села составляло 165 человек, в 2007, 198 человек.

## Экономика
При Советской власти посёлок находился при совхозе № 2 Карвинтреста.